# Šámalova chata
Šámalova chata (Šámalka) – czeski obiekt noclegowy (schronisko turystyczne), położony w Górach Izerskich na terenie dawnej osady hutniczej Nová Louka na wys. ok. 770 m n.p.m.

## Historia
Obiekt jest pozostałością po dawnej hucie szkła oraz osadzie, zbudowanej w połowie XVIII wieku przez Johanna Josefa Kittela, właściciela huty w pobliskim Bedřichovie. Huta, przejęta w 1769 roku przez rodzinę Riedlów istniała do 1817 roku. Wówczas to, z uwagi na brak drewna oraz przestarzałą technologię produkcji, zakład wraz z większością zabudowań rozebrano. Pozostawiono jedynie tzw. Dwór - siedzibę właścicieli dóbr, którą nabył hrabia Clam–Gallas i przebudował na domek myśliwski. Po odzyskaniu przez Czechosłowację niepodległości, w 1929 roku obiekt znacjonalizowano i służył jako siedziba zarządu lasów, a następnie jako ośrodek wypoczynkowy dla urzędników państwowych. Stałym gościem był tu Přemysl Šámal (1867-1941) – czeski polityk, szef kancelarii prezydenta Czechosłowacji, od którego nazwiska nadano nazwę chacie.
Od 1958 roku budynek jest wpisany do rejestru zabytków Republiki Czeskiej (nr ÚSKP 17533/5-6). Po 1989 roku obiekt został odbudowany i przywrócony dla ruchu turystycznego.

## Warunki pobytu
Obiekt oferuje 54 miejsca noclegowe w 8 pokojach 2, 3 i 4-osobowych oraz 5 apartamentach 5 i 6-osobowych. W chacie znajduje się restauracja oraz sala na 60 osób, dająca możliwość organizacji szkoleń lub uroczystości.

## Dojazd i szlaki turustyczne
Do chaty można dojechać drogą z Bedřichova. Obok budynku znajduje się węzeł szlaków pieszych Nová Louka:
- Bedřichov - Nová Louka (Šámalova chata) - dolina Czarnej Nysy - Závory (węzeł szlaków) - Oldřichov v Hájích
- Stammelův kříž (węzeł szlaków) - Zbiornik Czarna Nysa - Nová Louka (Šámalova chata) - Kristiánov - U Knejpy (węzeł szlaków) - Pod Uhlířskou skálou (węzeł szlaków)